# Kulturális tőke
A kulturális tőke Pierre Bourdieu szerint[forrás?] olyan készségekből, ún. kulturális kompetenciákból áll, amely a hétköznapi érintkezéstől a társasági érvényesülésen át – egészen valamely szakma professzionális gyakorlásáig – alapvető ismeretelemeket tartalmaz. 
- az elsajátított ismeretek, információk, értékek, normák,
- a meglévő tudáskészletek,
- a kialakított és meglévő szimbólumok és ezek értése
- a kommunikációs készségek valamint
- a magatartásformák összessége.

## Értékek
Olyan kulturális alapelvek, amelyek kifejezik, hogy az adott társadalomban mit tartanak kívánatosnak és fontosnak.
Az értékek és azok sorrendje társadalmanként és korszakonként eltérőek. Európában, a feudalizmus időszakában az ügyességet, bátorságot és az erőt igen magasan értékelték; viszont az iparosodás után a harciasság háttérbe szorult és az üzleti ügyesség vált az egyik legjobban érdekelt tulajdonsággá.

## Lényege
A befektetőnek célja, hogy termékét (ami lehet bármi, akár egy személy is) széles körben propagálja és adja el, lehetőleg minél többször, esetleg más néven, de a termék jellegén nem változtatva. A propagálással megalapoz egyfajta tudást a fogyasztóban, aki majd erre a tudásra alapozva figyeli, és követi nyomon a terméket, és veszi meg azt, mivel a népes és sokszínű médiatermékek összességét nem tudja átlátni, ezért figyelme erre a termékre összpontosul, melyről majdnem mindent tud, és tudását nem kell mindig újra felépítenie, legfeljebb kiegészítenie. Vagyis a kulturális tőke tulajdonképpen a fogyasztóé, a befektető csak alapoz rá.

### Példa
Van egy X sztár, aki egy sorozatban szerepelt. Mikor vége lett a sorozatnak, szerepelt egy másik sorozatban, ahol egy hasonló szerepet játszott el, mint az előzőben, tehát kialakított magának egy imidzset. A fogyasztó, aki megnézi a sorozatokat, azért kezdi majd figyelni őt, mert már úgy érzi, ismeri, és sok mindent tud róla, pontosan emiatt az állandósult imidzs miatt.
Vagyis ha X sztár a második sorozat végeztével mondjuk énekelni kezd, akkor imidzsét alapjaiban meg kell tartania, hogy a fogyasztónak már csak kiegészítenie kelljen a meglévő imidzset (például az lesz a plusz információ, hogy nagyon szeretett már kiskorában is énekelni, és alig várta már, hogy gyermekkori álmát megvalósítsa stb.). A sztárnak az addigi imidzsét nem szabad lerombolnia, különben a fogyasztó elveszíti érdeklődését iránta, mert az addig róla szerzett tudását újra fel kellene építenie. 

## Külső hivatkozások
- Blaskó Zsuza írása